# 꼬마마법사 레미 샵
꼬마마법사 레미 샵(おジャ魔女どれみ♯ 오자마조 도레미 샤푸[*])은 토에이 애니메이션의 오리지널 애니메이션 시리즈 꼬마마법사 레미의 두 번째 시리즈이다.

## 시리즈 소개
애정을 테마로 한 작품. 2000년 2월 6일부터 2001년 1월 28일에 걸쳐 전49화(4쿨)이 방영되어 2000년 7월 8일에 극장판이 공개되었다. 다음 번 예고의 결정 대사는 레미가 주로 하는데 대사는 "두근두근! 울렁울렁! 빙글빙글 돌아라!"이며 한국더빙판으로는 "두근두근! 아슬아슬! 기대해 주세요~!"이다. 오프닝 화면변경은 제24화 부터, 아이캐치 변경은 제 29화부터 행해졌다.
한편으로 대한민국에서는 전작 방영 이후 2년여만인 2002년 12월 17일 MBC를 통해 첫방영되었고 이후 투니버스에서도 지속적으로 편성된 바 있다.

## 줄거리
마녀의 장미 나무에서 태어나지만, 100해에 한 번, 터무니 없을 정도로 강력한 마력을 가진 마법계의 아기를 낳는다하고 하는 '위치 퀸 로즈'의 개화가 가까웠다. 도레미들은 초등학교 3학년의 종업식 날에 마조리카의 분실물을 보내러 가는 도중, 그 위치 퀸 로즈에서 마법계의 아기가 태어나는 데 마침 그 곳에 있었던 도레미들이 일 년간 그 아기의 엄마가 돼버린다.
초등학교 4학년이된 도레미는, 새롭게 동료가 된 세가와 온푸와 함께 다시 초보마법사로 돌아가고, 마법계의 아기 하나를 일 년간 기르게 된다. 무사히 기를 수 있다면, 이전에 몰수된 수정구슬을 돌려주는 것을 여왕은 약속했다. 가능한 마법을 사용하지 않고, 스스로의 힘으로 하나를 기르려고 결심하지만, 익숙해지지 않는 육아에 황당할 뿐. 또 낙제하면 친권이 박탈한다는 마법계의 의사 마조하트에 의한 검진을 넘으면서, 점차 한 사람의 모친으로 성장해간다.
중반에는 하나를 유괴해서 마법계로부터 영토를 되찾으려하는 마법왕국의 마법사들이 등장한다. 하나를 지키기 위해서 새로운 힘을 받은 도레미들은 하나를 무사히 일 년간 길러내는 것과 동시에, 마법왕국과 마법계의 전쟁도 회피시켜 다시 마녀가 될 수 있었다.
하지만 하나의 마력, 도레미나 하나에 의해서 인간계와 마법계가 다시 연결되는 것을 무서워하는 선대 여왕이 하나에게 저주를 걸어버려서 그 저주에서 하나를 구하기 위해서, 네 사람은 저주의 숲에 들어가, 수정구슬을 잃고 천 년에 잠에 드는 것과 맞바꿔서 하나의 생명을 구한다. 도레미의 상냥함과 희생적 정신에 마음이 어지럽혀진 선대 여왕은 모습을 감추고, 엄마들을 그리워하는 하나의 필사의 절규가 저주를 깨서, 도레미들은 눈을 뜬다.
네 사람의 초등학생이 마법계의 아기를 기른다고하는 마법소녀 애니메이션에서는 이례의 전개로 스타트한 본작은 다방면에서 찬반양론을 불러냈다. 앞으로 대여왕등, 후의 시리즈의 세계를 펼치는 요소가 차례차례 등장했으며, MAHO(마법)당이 꽃 집이 된 것으로부터 작중에 꽃말이 다수 등장했다.

## 주제가
- 여는 곡〈오쟈마녀는 여기에 있어 (おジャ魔女はココにいる)〉

노래 : MAHO당 / 작사 : 並河祥太 / 작,편곡 : 堀隆
- 닫는 곡〈목소리를 들려줘 (声をきかせて)〉

노래 : MAHO당 / 작사,곡 : 杉山加奈 / 편곡 : 丸尾めぐみ
- 극장판 닫는 곡〈폿푸의 용기 (ぽっぷな勇気)〉

노래 : 코모리 마나미 / 작사：코모리 마나미 / 작,편곡 : 奥慶一

## 각 화별 제목
| 화수 | 부제                                      | 한국방영부제                       | 방송일           |
| ---- | ----------------------------------------- | ---------------------------------- | ---------------- |
| 1    | 도레미 엄마가 되다!?                      | 레미 엄마가 되다!                  | 2000년 2월 6일   |
| 2    | 아기 키우는 거, 정말~큰일!                | 아기 보기는 정말 힘들어~           | 2000년 2월 13일  |
| 3    | 자면안돼! 폿프의 견습 시험                | 또미는 소문난 잠꾸러기             | 2000년 2월 20일  |
| 4    | 도레미 엄마 실격!?                        | 레미는 엄마 자격이 없다고?         | 2000년 2월 27일  |
| 5    | 잘 있어 오야지데                          | 잘가세요, 동글이 아저씨            | 2000년 3월 5일   |
| 6    | 고집쟁이와 데이지의 꽃말                  | 고집불통 남수와 데이지의 꽃말      | 2000년 3월 12일  |
| 7    | 하나짱의 건강진단                         | 하나의 건강진단!                   | 2000년 3월 19일  |
| 8    | 시간을 넘어서, 온푸 엄마의 비밀을 풀어라! | 보라 엄마의 슬픈 기억              | 2000년 3월 26일  |
| 9    | 하브를 찾아라! MAHO당 버스 여행           | 마법허브를 찾아서! 마법당 버스여행 | 2000년 4월 2일   |
| 10   | 고등학생 아이코는 "달리는 소녀"!?         |                                    | 2000년 4월 9일   |
| 11   | 하즈키 춤을 배우다!?                      |                                    | 2000년 4월 16일  |
| 12   | 건강진단에서 옐로카드!                    | 하나의 두 번째 건강진단!           | 2000년 4월 23일  |
| 13   | 도레미, 신부가 되다?                      |                                    | 2000년 4월 30일  |
| 14   | 폿프의 첫사랑? 동경의 쥰이치선생님!       |                                    | 2000년 5월 7일   |
| 15   | 어머니 날과 엄마 얼굴 그리기              | 어버이날에 그리는 엄마 얼굴        | 2000년 5월 14일  |
| 16   | 첫 걸음!? 하루카제가, 대패닉!             | 사라진 하나를 찾아라!              | 2000년 5월 21일  |
| 17   | 하나의 걸음 검진                          | 하나의 세 번째 건강진단!           | 2000년 5월 28일  |
| 18   | 도도가 가출해버렸다!                      | 도도가 사라졌어요!                 | 2000년 6월 4일   |
| 19   | 도레미와 하즈키의 대싸움                  | 레미와 메이가 싸웠어요.            | 2000년 6월 11일  |
| 20   | 엄마와 만난다! 아이코의 눈물의 재회       | 사랑이와 엄마의 눈물의 재회        | 2000년 6월 25일  |
| 21   | 인간이 정말싫은 마조돈과 약속의 허브      | 우리는 약속을 지켜요               | 2000년 7월 2일   |
| 22   | 마법사의 함정 돌아온 오야지데!            | 돌아온 동글이 아저씨               | 2000년 7월 9일   |
| 23   | 새로운 힘으로 하나를 되찾자!              | 새로운 힘! 로얄 파트렌느           | 2000년 7월 16일  |
| 24   | 아게빵 파워 놀라워!                       |                                    | 2000년 7월 23일  |
| 25   | 수수께끼의 미소년, 아카츠키군 등장!       | 마법왕국에서 온 에이스             | 2000년 7월 30일  |
| 26   | 카나에의 다이어트작전                     | 다이어트는 괴로워!                 | 2000년 8월 6일   |
| 27   | 북국의 허브와 소중한 추억                 | 강물에 흐르는 추억                 | 2000년 8월 13일  |
| 28   | 노려진 건강진단                           | 하나의 여섯번째 건강진단           | 2000년 8월 20일  |
| 29   | 담력시험에서 모두가 사라졌다!?            |                                    | 2000년 8월 27일  |
| 30   | 세키 선생님에게 애인이 생겼다!?           | 우리선생님의 사랑이야기            | 2000년 9월 3일   |
| 31   | 마법사계에서온 FALT4등장!                 | 마법왕국에서 온 플랫(FALT) 사총사  | 2000년 9월 10일  |
| 32   | 날아라 퓨! 도도들의 대변신                | 도도의 새로운 변신                 | 2000년 9월 17일  |
| 33   | 소풍은 모두함께 하이치즈!                 | 예슬이의 꿈은 사진작가             | 2000년 10월 1일  |
| 34   | 타코야키는 화해의 맛                      | 우정의 문어빵                      | 2000년 10월 8일  |
| 35   | 운동회에서 정상을 노려라!                 |                                    | 2000년 10월 15일 |
| 36   | 아이코가 라이벌! 스포츠대결!!             | 사랑이와 레온의 스포츠대결         | 2000년 10월 22일 |
| 37   | 하나짱도 폿프도 시험중!                   | 하나와 또미는 함께 시험중          | 2000년 10월 29일 |
| 38   | 하즈키는 명감독!                          | 오늘은 학예회                      | 2000년 11월 12일 |
| 39   | 제멋대로인 아이와 화난 괴수               |                                    | 2000년 11월 19일 |
| 40   | 하루카제가에 피아노가 온다!               | 엄마의 피아노                      | 2000년 11월 26일 |
| 41   | 온푸를 따라잡아라! 아이돌의 길!           | 방송국에 출연한 하나               | 2000년 12월 3일  |
| 42   | 마법을 쓰지 않는 마녀                     | 마법을 싫어하는 마녀               | 2000년 12월 10일 |
| 43   | 하나짱은 반 친구!?                        | 하나가 학교에 왔어요               | 2000년 12월 17일 |
| 44   | 행복의 화이트 크리스마스                  | 행복한 크리스마스                  | 2000년 12월 24일 |
| 45   | 엉터리마녀 시대극, 소녀여 큰 뜻을 품어라! |                                    | 2000년 12월 31일 |
| 46   | 최후의 시험, 하나짱은 엄마가 지킨다!      | 하나의 마지막 건강진단             | 2001년 1월 7일   |
| 47   | 하나짱을 돌려줘! 마법대결전               | 마법왕국에 잡아간 하나             | 2001년 1월 14일  |
| 48   | 하나가 죽어버려!?                         | 하나가 굉장히 아파요               | 2001년 1월 21일  |
| 49   | 잘있어 하나야                             | 하나야 안녕                        | 2001년 1월 28일  |

☆은 대한민국에서 미방영된 편의 표시이다. 아래는 아이코닉스의 설명.
10화〈고교생 사랑이는 달리는 소녀?!〉기모노가 등장하여 왜색이 짙어보인다는 이유로 결방하게 된다.
11화〈메이 춤을 배우다〉기모노가 등장하여 왜색이 짙어보인다는 이유로 결방하게 된다.
13화〈레미 시집가다〉제작 예산을 초과하는 노래부르는 씬이 등장한다는 이유로 결방하게 된다.
14화〈또미의 첫사랑 동경하는 쥰이치 선생님〉유치원의 일본어로 쓰여진 명찰(이름표)가 등장한다는 이유로 결방하게 된다.
24화〈아케빵 파워는 무서워〉일본의 전통 스포츠인 스모가 등장한다는 이유로 결방하게 된다.
29화〈담력 시험장에서 모두 사라졌다〉일본식의 신사가 등장한다는 이유로 결방하게 된다.
35화〈운동회에서 정상을 노려라〉유치원의 일본어로 쓰여진 명찰(이름표)가 등장한다는 이유로 결방하게 된다.
39화〈못말리는 소년과 괴수〉기모노가 등장하여 왜색이 짙어보인다는 이유로 결방하게 된다.
45화〈시대극 "소녀여 큰 뜻을 품어라"〉기모노가 등장하여 왜색이 짙어보인다는 이유로 결방하게 된다.

## 영화：소원을 이루어주는 꽃

### 스토리
폿프가 마녀계에서 가져온 위치 퀸 하트라고하는 꽃때문에 생기는 소동, 도레미가 쥐가 되는 사건을 통해서 자매의 정을 그린다. 라스트는 #의 제 40화에 직접 연결되는 형태가 되어 있다.
2000년 7월 8일에 토에이 애니메이션 페어의 일환으로 공개되었다.

### 제작스탭
- 기획 - 세키 히로미
- 각본 - 쿠리야마 미도리
- 음악 - 오쿠 케이이치
- 미술 - 行信三, 下川忠海
- 작화 감독 - 馬越嘉彦
- 감독 - 이가라시 타쿠야

## CD/CD드라마
킹 레코드 (스타체르드브랜드)에서 발매
OP/ED테마 엉터리마녀는 여기에 있어/목소리를 들려줘 (싱글)
영화 엉터리마녀 도레미#테마송 팝같은 용기/해바라기 (싱글)
MAHO당 CD 컬렉션
1 사운드 트랙 볼륨1
2 스크린테마&시크릿스토~리~
솔로 하루카제 도레미(맥시 싱글)
솔로 후지와라 하즈키(맥시 싱글)
솔로 세노오 아이코(맥시 싱글)
솔로 세가와 온푸(맥시 싱글)
3 송 페스티벌♪
엉터리마녀 도레미 # MEMORIAL CD BOX(4매 세트)